# Nuevo Vicente Guerrero (Emiliano Zapata)
Nuevo Vicente Guerrero es una localidad del estado mexicano de Chiapas. Es parte del municipio de Emiliano Zapata.

## Toponimia
El nombre de la localidad rinde homenaje a Vicente Guerrero, héroe de la Independencia de México.

## Demografía
| Gráfica de evolución demográfica |
|                                  |

| Censo | Población |
| ----- | --------- |
| 1990  | 1 535     |
| 2000  | 1 799     |
| 2010  | 2 088     |
| 2020  | 1 954     |